# 塔のへつり駅

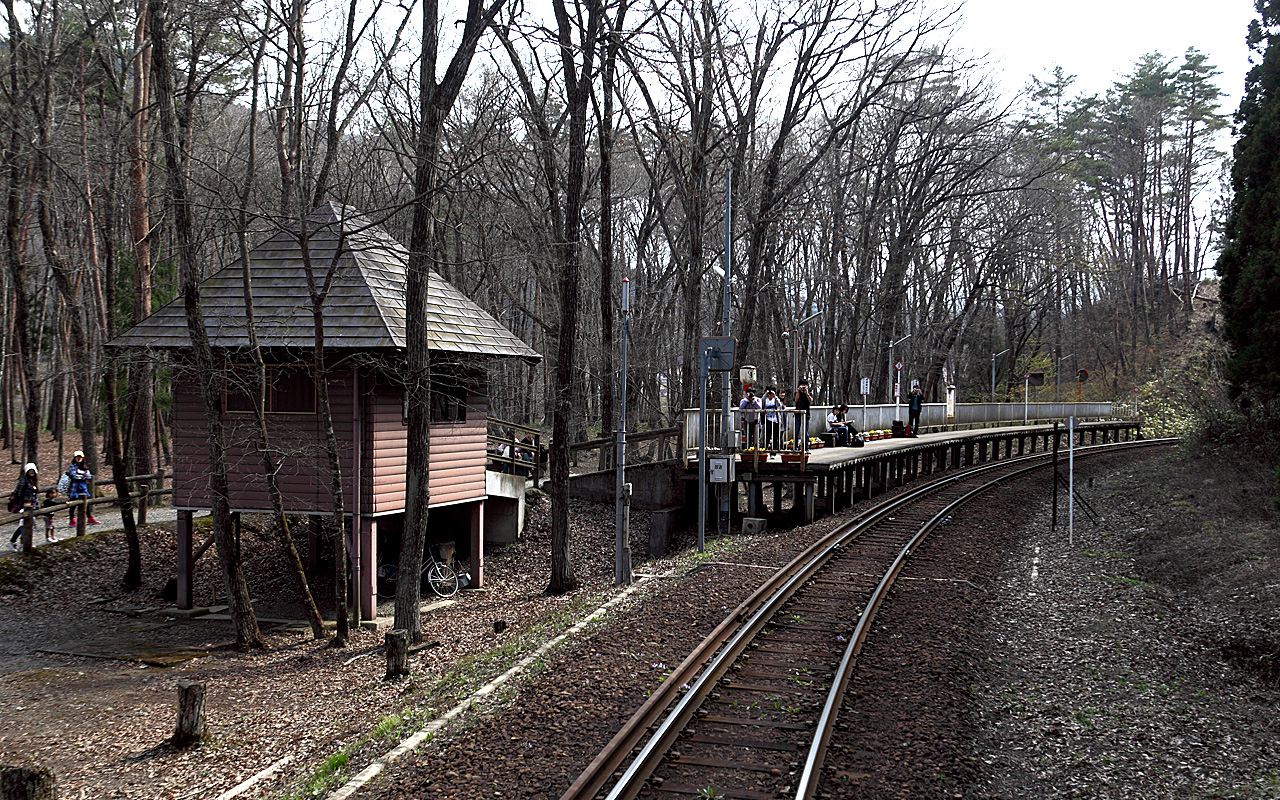
駅全景

塔のへつり駅（とうのへつりえき）は、福島県南会津郡下郷町大字弥五島字下タ林にある会津鉄道会津線の駅である。

## 歴史
- 1960年（昭和35年）4月29日 - 日本国有鉄道会津線の仮乗降場として新設[1]。行楽時期のみ営業されていた[1]。
- 1969年（昭和44年）11月17日 - 廃止[1]。
- 1988年（昭和63年）4月27日 - 会津鉄道会津線の正式な駅として開業[1]。

## 駅構造
単式ホーム1面1線を有する地上駅。無人駅である。駅名標には「奇岩が招く藤娘」と記されている。下り方向へ向かって左側にホームがあり、ホームの会津若松寄りに出入口がある。駅の建物はホームから出て左側にある。

## 利用状況
- 会津鉄道 - 2015年度の1日平均乗車人員は33人であった[2]。

| 乗車人員推移 | 乗車人員推移     |
| 年度         | 一日平均乗車人員 |
| ------------ | ---------------- |
| 2000         | 36               |
| 2001         | 38               |
| 2002         | 36               |
| 2003         | 49               |
| 2004         | 63               |
| 2005         | 68               |
| 2006         | 77               |
| 2007         | 77               |
| 2008         | 71               |
| 2009         | 68               |
| 2010         | 58               |
| 2011         | 19               |
| 2012         | 36               |
| 2013         | 44               |
| 2014         | 49               |
| 2015         | 33               |

## 駅周辺
- 塔のへつり
徒歩3分。国指定天然記念物。凝灰岩の岸壁が阿賀川（大川）によって侵食され、塔が並んで立っているような景色が作られている。「へつり」（岪）とはこの地方の方言で川にせまった崖や急斜面のことをさす。
- 国道121号

## その他
- 塔のへつりへの最寄駅であるとして、2002年（平成14年）、東北の駅百選に認定された。
- 2008年（平成20年）に放送されたテレビドラマ 鉄道捜査官第9話「会津鉄道車窓に広がる殺人風景!」のロケ地となった。

## 隣の駅
会津鉄道
■会津線
□快速「リレー号」（会津若松行きのみ運転）
湯野上温泉駅 ← 塔のへつり駅 ← 会津下郷駅
□快速「AIZUマウントエクスプレス」・□快速（無愛称の会津若松行き）・■普通（「リレー号」含む）
湯野上温泉駅 - 塔のへつり駅 - 弥五島駅